# Oedanomerus hirsutus
Oedanomerus hirsutus är en skalbaggsart som beskrevs av Waterhouse 1875. Oedanomerus hirsutus ingår i släktet Oedanomerus och familjen Melolonthidae. Inga underarter finns listade i Catalogue of Life.